# 温州科技职业学院
温州科技职业学院是位于浙江省温州市的一所大專院校，2006年5月经省人民政府批准在温州市农科院基础上筹建，2008年2月正式建立。坐落于温州市六虹桥路1000号，占地面积1700亩，建筑面积29万平方米。